# شهرستان دلتا (تگزاس)
شهرستان دلتا، تگزاس (به انگلیسی: Delta County, Texas) یک سکونتگاه مسکونی در ایالات متحده آمریکا است که در تگزاس واقع شده‌است.

## خصوصیات
شهرستان دلتا ۷۲۰٫۰۲ کیلومترمربع مساحت دارد.